# Tournoi de clôture du championnat du Honduras de football 2021
Navigation
Tournoi précédent Tournoi suivant
Le tournoi Apertura 2020 est le quarante-septième tournoi saisonnier disputé au Honduras.
C'est cependant la 78e fois que le titre de champion du Honduras est remis en jeu.

## Les dix équipes participantes
Ce tableau présente les dix équipes qualifiées pour disputer le championnat 2020-2021. On y trouve le nom des clubs, le nom des stades dans lesquels ils évoluent ainsi que la capacité et la localisation de ces derniers. 
| Équipe             | Stade                               | Capacité | Ville          |
| CD Honduras        | Stade Humberto Micheletti           | 5 500    | El Progreso    |
| Real Sociedad (en) | Stade Francisco Martínez Durón (en) | 3 000    | Tocoa          |
| Lobos UPNFM (en)   | Stade Universidad UPNFM             | 8 000    | Tegucigalpa    |
| CD Marathón        | Stade Yankel Rosenthal              | 15 000   | San Pedro Sula |
| FC Motagua         | Stade Tiburcio Carias Andino        | 35 000   | Tegucigalpa    |
| CD Olimpia         | Stade Tiburcio Carias Andino        | 35 000   | Tegucigalpa    |
| CD Platense        | Stade Excelsior                     | 10 000   | Puerto Cortés  |
| Real de Minas      | Stade Tiburcio Carias Andino        | 35 000   | Tegucigalpa    |
| Real España        | Stade Francisco Morazán             | 20 000   | San Pedro Sula |
| CD Vida            | Stade Nilmo Edwards                 | 25 000   | La Ceiba       |

| \| Marathón Real España Motagua Olimpia UPNFM Real de Minas Vida Platense Honduras Real Sociedad \| Localisation des équipes. |
| Marathón Real España Motagua Olimpia UPNFM Real de Minas Vida Platense Honduras Real Sociedad                                 |

## Compétition
Le tournoi Clausura se déroule de la façon suivante :
- La phase de groupes : les quatorze journées de championnat et la finale des groupes.
- La phase finale : tour de barrages, demi-finales et finale.
- La grande finale : organisée entre le vainqueur de la phase de qualification et celui de la phase pentagonale.

### Phase de qualification
Lors de la phase de groupes les dix équipes sont réparties en deux groupes de cinq. Lors des cinq premières journées, chaque équipe rencontre ses 4 adversaires du groupe et les deux équipes restantes de chaque groupe s'affrontent dans un match inter-groupe. Les journées 6 à 10 sont constituées des matches retour, ainsi que de matches inter-groupes. Les journées 11 à 14 sont constituées des matches intergroupes qui n'ont pas eu lieu dans les rounds précédents.
Dans chaque groupe, le classement est calculé avec le barème de points suivant : une victoire vaut trois points, le match nul un. La défaite ne rapporte aucun point. Les critères de départage sont les suivants :
1. plus grand nombre de points ;
2. plus grande différence de buts générale ;
3. plus grand nombre de points dans les confrontations directes ;
4. plus grande différence de buts dans les confrontations directes ;
5. plus grand nombre de buts à l'extérieur dans les confrontations directes ;
6. meilleur fair-play, mesuré au plus petit nombre de cartons, un carton jaune valant un point et un carton rouge deux points.

Un tirage au sort départagerait, le cas échéant, les équipes à égalité de ces critères.
Les équipes les mieux classées de chaque groupe se rencontrent en finale des groupes. Les équipes ayant obtenu les trois meilleures positions de chaque groupe sont qualifiées pour la phase finale.
Comme les années précédentes, les matches de la quatorzième journée ont lieu simultanément.

#### Groupe A
| Rang | Équipe      | Pts | J  | G | N | P | Bp | Bc | Diff |
| ---- | ----------- | --- | -- | - | - | - | -- | -- | ---- |
| 1    | Real España | 19  | 14 | 4 | 7 | 3 | 17 | 13 | +4   |
| 2    | CD Honduras | 15  | 14 | 3 | 6 | 5 | 20 | 25 | -5   |
| 3    | CD Vida     | 14  | 14 | 2 | 8 | 4 | 19 | 23 | -4   |
| 4    | CD Marathón | 14  | 14 | 3 | 5 | 6 | 17 | 22 | -5   |
| 5    | CD Platense | 12  | 14 | 2 | 6 | 6 | 20 | 33 | -13  |

| Légende : Qualifications et relégations | Légende : Qualifications et relégations               |
| --------------------------------------- | ----------------------------------------------------- |
|                                         | Qualifié pour la finale des groupes et la demi-finale |
|                                         | Qualifié les barrages                                 |

| Résultats (▼dom., ►ext.)                                   | Hon | Mar | Pla | ReE | Vid |  | Mot | Oli | RdM | RSo | Lob |
| CD Honduras                                                |     | 1-1 | 1-1 | 0-3 | 1-1 |  | 0-5 |     |     | 1-2 | 2-3 |
| CD Marathón                                                | 4-0 |     | 3-0 | 3-0 | 0-2 |  | 1-2 | 1-3 |     | 5-0 |     |
| CD Platense                                                | 0-0 | 0-1 |     | 1-0 | 1-0 |  |     | 2-3 | 3-2 |     | 1-1 |
| Real España                                                | 5-0 | 0-1 | 3-2 |     | 0-3 |  | 0-1 | 1-1 | 1-1 |     |     |
| CD Vida                                                    | 4-1 | 0-1 | 3-3 | 2-2 |     |  |     |     | 3-1 | 1-0 | 0-3 |
| - Victoire à domicile - Match nul - Victoire à l'extérieur |     |     |     |     |     |  |     |     |     |     |     |

#### Groupe B
| Rang | Équipe             | Pts | J  | G  | N | P | Bp | Bc | Diff |
| ---- | ------------------ | --- | -- | -- | - | - | -- | -- | ---- |
| 1    | Olimpia T          | 35  | 14 | 11 | 2 | 1 | 36 | 9  | +27  |
| 2    | Motagua            | 31  | 14 | 9  | 4 | 1 | 29 | 14 | +15  |
| 3    | Lobos UPNFM (en)   | 19  | 14 | 5  | 4 | 5 | 20 | 19 | +1   |
| 4    | Real Sociedad (en) | 17  | 14 | 3  | 8 | 3 | 21 | 21 | 0    |
| 5    | Real de Minas      | 6   | 14 | 0  | 6 | 8 | 11 | 31 | -20  |

| Légende : Qualifications et relégations | Légende : Qualifications et relégations               |
| --------------------------------------- | ----------------------------------------------------- |
|                                         | Qualifié pour la finale des groupes et la demi-finale |
|                                         | Qualifié les barrages                                 |
|                                         | T Tenant du titre                                     |

| Résultats (▼dom., ►ext.)                                   | Mot | Oli | RdM | RSo | Lob |  | Hon | Mar | Pla | ReE | Vid |
| Motagua                                                    |     | 1-2 | -   | 2-0 | 3-1 |  | -   | 2-0 | -   | -   | -   |
| Olimpia                                                    | -   |     | 2-0 | -   | 5-1 |  | -   | -   | -   | 1-0 | -   |
| Real de Minas                                              | 0-3 | 0-3 |     | 0-0 | 0-3 |  | -   | -   | 1-4 | -   | -   |
| Real Sociedad (en)                                         | -   | 2-2 | 1-1 |     | -   |  | -   | -   | -   | -   | -   |
| Lobos UPNFM (en)                                           | 1-2 | 2-1 | 2-0 | -   |     |  | -   | -   | -   | -   | -   |
| - Victoire à domicile - Match nul - Victoire à l'extérieur |     |     |     |     |     |  |     |     |     |     |     |

#### Finale des groupes
| Club        | Aller | Retour | Club       | Commentaire |
| Real España | 0-0   | 1-2    | CD Olimpia |             |

### Phase finale

#### Tableau
|  | Barrages            | Barrages            | Barrages               | Barrages               |                        |                        | Demi-finales | Demi-finales | Demi-finales | Demi-finales |  |  | Finale | Finale | Finale | Finale |
|  |                     |                     |                        |                        |                        |                        |              |              |              |              |  |  |        |        |        |        |
|  |                     |                     |                        |                        |                        |                        |              |              |              |              |  |  |        |        |        |        |
|  |                     |                     |                        |                        |                        |                        |              |              |              |              |  |  |        |        |        |        |
|  |                     |                     |                        |                        |                        |                        |              |              |              |              |  |  |        |        |        |        |
|  |                     |                     |                        |                        |                        |                        |              |              |              |              |  |  |        |        |        |        |
|  |                     |                     |                        |                        |                        |                        |              |              |              |              |  |  |        |        |        |        |
|  | 1B CD Olimpia       | 1B CD Olimpia       | 0                      | 7                      |                        |                        |              |              |              |              |  |  |        |        |        |        |
|  | 1B CD Olimpia       | 1B CD Olimpia       | 0                      | 7                      |                        |                        |              |              |              |              |  |  |        |        |        |        |
|  |                     |                     | 2A CD Honduras         | 2A CD Honduras         | 0                      | 0                      |              |              |              |              |  |  |        |        |        |        |
|  | 2A CD Honduras      | 2A CD Honduras      | 2A CD Honduras         | 2A CD Honduras         | 0                      | 0                      | 2            | 4            |              |              |  |  |        |        |        |        |
|  | 2A CD Honduras      | 2A CD Honduras      |                        |                        |                        |                        |              | 4            |              |              |  |  |        |        |        |        |
|  | 3B Lobos UPNFM (en) | 3B Lobos UPNFM (en) | 3                      | 0                      |                        |                        |              |              |              |              |  |  |        |        |        |        |
|  | 3B Lobos UPNFM (en) | 3B Lobos UPNFM (en) | 3                      | 0                      | 1B CD Olimpia t. a. b. | 1B CD Olimpia t. a. b. | 1            | 1 (4)        |              |              |  |  |        |        |        |        |
|  |                     |                     |                        |                        | 1B CD Olimpia t. a. b. | 1B CD Olimpia t. a. b. | 1            | 1 (4)        |              |              |  |  |        |        |        |        |
|  |                     |                     | 2B FC Motagua          | 2B FC Motagua          | 2                      | 0 (3)                  |              |              |              |              |  |  |        |        |        |        |
|  |                     |                     |                        |                        | 2                      | 0 (3)                  |              |              |              |              |  |  |        |        |        |        |
|  |                     |                     |                        |                        |                        |                        |              |              |              |              |  |  |        |        |        |        |
|  |                     |                     |                        |                        |                        |                        |              |              |              |              |  |  |        |        |        |        |
|  | 1A Real España      | 1A Real España      | 0                      | 1(6)                   |                        |                        |              |              |              |              |  |  |        |        |        |        |
|  | 1A Real España      | 1A Real España      | 0                      | 1(6)                   |                        |                        |              |              |              |              |  |  |        |        |        |        |
|  |                     |                     | 2B FC Motagua t. a. b. | 2B FC Motagua t. a. b. | 1                      | 0 (7)                  |              |              |              |              |  |  |        |        |        |        |
|  | 2B FC Motagua       | 2B FC Motagua       | 2B FC Motagua t. a. b. | 2B FC Motagua t. a. b. | 1                      | 0 (7)                  | 1            | 3            |              |              |  |  |        |        |        |        |
|  | 2B FC Motagua       | 2B FC Motagua       |                        |                        |                        |                        |              | 3            |              |              |  |  |        |        |        |        |
|  | 3A CD Vida          | 3A CD Vida          | 1                      | 0                      |                        |                        |              |              |              |              |  |  |        |        |        |        |
|  | 3A CD Vida          | 3A CD Vida          | 1                      | 0                      |                        |                        |              |              |              |              |  |  |        |        |        |        |
|  |                     |                     |                        |                        |                        |                        |              |              |              |              |  |  |        |        |        |        |

#### Barrages
| Équipe      | Aller | Retour | Équipe           | Commentaire |
| CD Honduras | 2-3   | 4-0    | Lobos UPNFM (en) |             |
| FC Motagua  | 1-1   | 3-0    | CD Vida          |             |

#### Demi-finales
| Équipe      | Aller | Retour | Équipe      | Commentaire       |
| CD Olimpia  | 0-0   | 7-0    | CD Honduras |                   |
| Real España | 0-1   | 1-0    | FC Motagua  | Tirs au but : 6-7 |

#### Finale
| 16 mai 2021 | FC Motagua                                    | 2 - 1   | CD Olimpia   | Stade Tiburcio Carías Andino, Tegucigalpa |                            |
|             | Moreira 35e (pen.) · Villafranca 90+2e (pen.) | (1 - 0) | 56e Bengtson | Arbitrage : Armando Castro                | Arbitrage : Armando Castro |

| 19 mai 2021 | CD Olimpia        | 1 - 0                 | FC Motagua | Stade Tiburcio Carías Andino, Tegucigalpa |                           |
|             | Bengtson 44e      | (1 - 0, 1 - 0, 1 - 0) |            | Arbitrage : Saíd Martínez                 | Arbitrage : Saíd Martínez |
|             | Tirs au but 4 - 3 |                       |            | Arbitrage : Saíd Martínez                 | Arbitrage : Saíd Martínez |

## Statistiques

### Buteurs
| Rang | Nom             | Équipe      | Buts |
| 1    | Jerry Bengtson  | CD Olimpia  | 14   |
| 2    | Matías Rotondi  | CD Honduras | 10   |
| 3    | Yustin Arboleda | CD Olimpia  | 9    |
| 3    | Rafael Agámez   | CD Honduras | 9    |

## Classement cumulatif
| Rang | Équipe             | Pts | J  | G  | N  | P  | Bp | Bc | Diff |
| ---- | ------------------ | --- | -- | -- | -- | -- | -- | -- | ---- |
| 1    | CD Olimpia C       | 69  | 28 | 21 | 6  | 1  | 66 | 18 | +48  |
| 2    | FC Motagua         | 63  | 28 | 19 | 6  | 3  | 62 | 24 | +38  |
| 3    | CD Marathon        | 40  | 28 | 11 | 7  | 10 | 41 | 33 | +8   |
| 4    | Lobos UPNFM (en)   | 37  | 28 | 9  | 10 | 9  | 40 | 39 | +1   |
| 5    | Real España        | 35  | 28 | 8  | 11 | 9  | 35 | 31 | +4   |
| 6    | CD Vida            | 35  | 28 | 8  | 11 | 9  | 44 | 41 | +3   |
| 7    | CD Platense        | 29  | 28 | 6  | 11 | 11 | 38 | 58 | -20  |
| 8    | CD Honduras        | 25  | 28 | 5  | 10 | 13 | 32 | 62 | -30  |
| 9    | Real Sociedad (en) | 22  | 28 | 4  | 10 | 14 | 33 | 59 | -26  |
| 10   | Real de Minas P    | 18  | 28 | 2  | 12 | 14 | 29 | 55 | -26  |

| Légende : Qualifications et relégations | Légende : Qualifications et relégations                                   |
| --------------------------------------- | ------------------------------------------------------------------------- |
|                                         | Ligue de la CONCACAF 2021                                                 |
|                                         | Relégué en Liga Nacional de Ascenso                                       |
|                                         | C Vainqueur des deux tournois de la saison P Promu de la saison 2019-2020 |

## Bilan du tournoi
| Tournoi de clôture du championnat de football du Honduras 2021 |                        |
| Champion                                                       | CD Olimpia (33e titre) |
| Dauphin                                                        | FC Motagua             |
| Qualifications continentales                                   |                        |
| Ligue de la CONCACAF 2021                                      | CD Olimpia             |
| Ligue de la CONCACAF 2021                                      | FC Motagua             |
| Ligue de la CONCACAF 2021                                      | CD Marathón            |
| Promotions et relégations                                      |                        |
| Promus en Liga Nacional de Fútbol                              | CD Victoria            |
| Relégués en Liga Ascenso                                       | Real de Minas          |